# Henry megye (Illinois)
Henry megye az Amerikai Egyesült Államokban, azon belül Illinois államban található. Megyeszékhelye Cambridge, legnagyobb városa Kewanee. Lakosainak száma 49 284 fő (2020. április 1.).

## Szomszédos megyék
- Rock Island megye (északnyugat)
- Whiteside megye (északkelet)
- Bureau megye (kelet)
- Stark megye (délkelet)
- Knox megye (dél)
- Mercer megye (nyugat)

## Népesség
A megye népességének változása:
| Lakosok száma | 50 434 | 50 294 | 50 177 | 49 860 | 49 489 | 49 284 |
|               | 2010   | 2011   | 2012   | 2013   | 2015   | 2020   |